# 戈氏蠕蛇鰻
戈氏蠕蛇鰻為輻鰭魚綱鰻鱺目糯鰻亞目蛇鰻科的其中一種，該物種於1909年由查爾斯·塔特·里根描述，主要分布於澳洲海域，棲息在底層水域，屬肉食性，生活習性不明。

## 擴展閱讀
維基物種上的相關：戈氏蠕蛇鰻